# مانکتن بزرگ
مانکتن بزرگ (به انگلیسی: Greater Moncton) یک منطقهٔ مسکونی در کانادا است که در نیوبرانزویک واقع شده‌است. گریتر مانکتان ۲٬۴۰۶٫۳۱ کیلومتر مربع مساحت دارد.